# Timoleont
Timoleont (en llatí Timoleon, en grec antic Τιμολέων) fill de Timodem i Demarista, va pertànyer a una de les més nobles famílies de Corint i de jove ja va obtenir gran reputació entre els seus conciutadans per la seva habilitat i coratge. Corint exercia certa influència sobre algunes ciutats de Sicília i en especial Siracusa.

## Preliminars de l'expedició a Siracusa
A la mort de Dió de Siracusa l'anarquia es va apoderar d'aquest estat sicilià, i es van establir diverses tiranies: Dionís el Jove recuperava el poder a Siracusa, Hicetes a Leontins, Andròmac a Tauromenium. Els amics de Dió es van refugiar entre aquestos dos darrers tirans, especialment el primer, en guerra contra Dionís amb la idea d'apoderar-se de Siracusa.
Molts exiliats van enviar una ambaixada a Corint per demanar ajut, l'any 344 aC, i els corintis van decidir enviar una força amb Timoleont com a cap. El seu germà gran, Timòfanes, havia dirigit la guerra contra Argos amb força èxit. Davant d'un possible nou atac Timòfanes va rebre el comandament de 400 mercenaris amb els quals, amb suport d'un dels partits de Corint, es va apoderar de la tirania. Timoleont, partidari de la democràcia, es va oposar al seu germà i com que aquest no va voler deixar el poder, Timoleó va decidir matar-lo. Timoleó va complir el seu objectiu, i va matar el seu germà. La data de la mort la situa Plutarc l'any 364 aC i diu que Timoleont va viure solitari i ple de remordiments durant vint anys. Però Diodor de Sicília situa el fet cap al 345 aC, i diu que en arribar l'ambaixada siciliana encara no s'havia decidit la sort de Timoleó: uns el veien com un patriota a recompensar i altres el volien jutjar segons la llei; el senat de Corint va evitar la decisió enviant a Timoleont a Siracusa, i li hauria anunciat que si es comportava correctament seria considerat un tiranicida i honorat i si ho feia malament seria castigat com a fratricida.

## Expedició a Siracusa
Timoleont va sortir amb només deu trirrems i 700 mercenaris. Va tenir dificultats per arribar a l'illa; Hicetes, que formava part dels que l'havien cridat, havia iniciat converses amb el general cartaginès Hannó que havia arribat llavors a Sicília, i que va enviar 20 vaixells a la costa d'Itàlia per controlar els moviments de Timoleont; aquest va evitar al comandant cartaginès a Rhegium i va poder arribar a Tauromenium on Andròmac el va rebre amistosament junt amb els exiliats siracusans a la ciutat.
Mentre Hicetes havia continuat la guerra contra Dionís i després d'obtenir una victòria es va apoderar del govern de la ciutat. El tirà conservava encara l'illa d'Ortígia on Dionís va quedar assetjat. Assabentat Timoleont va reunir 1200 homes i va avançar cap a Adranum o Adranos on els partits locals estaven en lluita i havien cridat uns a Timoleont i altres a Hicetes; els dos generals van arribar al mateix temps i es van enfrontar en una batalla que Timoleont va guanyar; Hicetes (que tenia més de cinc mil homes) va fugir.
Timoleont el va seguir cap a Siracusa i abans que Hicetes es pogués reorganitzar es va poder apoderar de dos barris de la ciutat, Tyche i Epipolae, mentre Hicetes conservava Neàpolis i Acradina. Així la ciutat va quedar repartida entre tres rivals a finals del 344 aC.
Durant l'hivern hi va haver negociacions i l'èxit de Timoleont li va garantir el suport d'algunes ciutats de Sicília entre les quals Catana on era tirà Mamerc. A la primavera de l'any següent (343 aC), Dionís va rendir la fortalesa a canvi de poder marxar lliurement cap a Corint.
Hicetes va tractar d'apartar a Timoleont i va encarregar el seu assassinat però va fracassar. Llavors es va aliar estretament amb els cartaginesos i va introduir a Magó i la seva flota al port de la ciutat de Siracusa. La força cartaginesa era d'uns 50000 homes però Timoleont va obtenir subministraments des de Catana. Magó i Hicetes van atacar Catana amb les millors tropes i mentre es feia aquest atac, Lleó, un dels lloctinents de Timoleont i comandant de la força coríntia a Siracusa, va fer un sobtat atac a l'Acradina i es va apoderar d'aquest barri; aquest fet va despertar les sospites de Magó, que va pensar que havia estat traït i va abandonar l'illa retornant a Cartago.
Hicetes va intentar retenir la part de Siracusa que conservava però ja no va poder resistir a Timoleont i va haver d'abandonar la ciutat i retirar-se a Leontins.

## Timoleont al poder
Timoleont va quedar sol a Siracusa amb tot el poder. Va refusar la tirania i va ordenar destruir la ciutadella símbol de l'opressió i la tirania; va repoblar la ciutat, que havia quedar quasi deserta per les llargues lluites i per això va demanar a Corint l'enviament de colons; deu mil colons van arribar en els següents mesos; altres van venir des d'Itàlia i d'altres punts de Sicília; la ciutat va arribar a seixanta mil habitants. Es van fer repartiments de terra i va iniciar la promulgació de lleis, de les que no hi ha notícies detallades, però que eren de caràcter democràtic. Un magistrat en cap elegit cada any dirigiria la república (amb el nom d'Amfípol del Zeus Olímpic) i donaria nom a l'any. Aquesta magistratura es va conservar almenys fins al temps d'August.
Durant uns tres anys va legislar i al mateix temps va expulsar els tirans de les ciutats com Leptines, tirà d'Apol·lònia i d'Engíion, al que va enviar a l'exili a Corint. Va atacar Leontins però no va tenir èxit. Aquestes expedicions van donar poc botí a les tropes i calia trobar algun objectiu pels mercenaris, als que va enviar contra les possessions cartagineses, obligant a algunes ciutats a deixar el camp cartaginès.

## Guerra amb els cartaginesos
Els cartaginesos van reaccionar. Magó, acusat de covardia per haver abandonat l'illa, va ser crucificat (o es va suïcidar abans) i es va decidir enviar un exèrcit a l'illa per sotmetre-la completament. L'exèrcit va arribar a Lilibèon el 339 aC dirigida per Àsdrubal i Amílcar, amb 70000 infants i 10000 cavallers, amb una flota de 200 vaixells de guerra i 1000 de càrrega.
Timoleont, davant d'aquesta força que va desmoralitzar als grecs, només va poder reunir dotze mil homes incloent els mercenaris, i encara mil van desertar durant la marxa. Timoleont volia atacar ràpid per impedir l'organització dels cartaginesos i assegurar la unitat dels grecs. Els grecs van trobar als cartaginesos acampats a la vora del riu Crimissos, afluent del riu Hypsa, al sud-oest de l'illa. Des d'un turó Timoleont veia als cartaginesos a l'altre costat del riu; els cartaginesos quan van veure als grecs van començar a travessar el riu i quan l'exèrcit cartaginès estava a mig passar Timoleont els va atacar amb totes les forces; en el curs de la batalla el sol primer i després la pluja van jugar en contra dels cartaginesos, que es van haver de retirar cap a l'altre costat del riu; però perseguits pels grecs la retirada es va convertir en desbandada; els soldats cartaginesos, que parlaven llengües diverses, no s'entenien, i es van arribar a enfrontar entre ells mateixos. Molts es van ofegar al riu i molts altres van morir a mans dels grecs; Timoleont va obtenir una gran victòria (estiu del 339 aC); el botí va ser immens i una part la va enviar a Corint i a altres ciutats gregues.
Llavors Timoleont va decidir posar fi a les tiranies que restaven, especialment Hicetes a Leontins i Mamerc a Catana, que s'havien aliat als cartaginesos. Aquestos van enviar a l'illa a Giscó amb 70 vaixells i un cos de mercenaris grecs; encara que va obtenir petites victòries al començament, en conjunt la guerra va ser favorable a Timoleont i finalment els cartaginesos van accedir a signar un tractat el 338 aC que fixava el riu Halicos com a frontera. Durant la guerra contra Giscó, el tirà Hicetes van ser derrotat a la vora del riu Damúries, i als pocs dies Timoleont el va fer presoner quan fugia amb el seu fill Eupolem. Ambdós van ser executats; la seva dona i les seves filles també van ser capturades i enviades a Siracusa on l'assemblea va decidir la seva execució, en revenja per la mort d'Àrete i Aristòmaca, esposa i germana de Dió de Siracusa, executades per orde d'Hicetes. Timoleont les podia haver salvat i no ho va fer, posant una taca a la seva carrera.
Després del tractat amb els cartaginesos, Mamerc de Catana no es podia sostenir, i va fugir a Messana amb el tirà Hipó. Timoleont va assetjar Messana per terra i mar; Hipó va intentar escapar per mar però va ser capturat i executat al teatre públic. Mamerc es va rendir sota promesa d'un judici just i sense presència de Timoleont, però una vegada en mans dels siracusans, l'assemblea va decretar la seva execució immediata.

## Darrers anys
Així quasi tots els tirans havien estat expulsats de les ciutats de Sicília i el govern democràtic era general; en realitat el govern suprem era de Timoleont arreu de la Sicília grega i cap ciutat prenia decisions sense consultar-ho. Sicília va retrobar el camí de la llibertat i la prosperitat; Agrigent i Gela, desolades pels cartaginesos, es van repoblar, i es van establir noves colònies en llocs diversos. Timoleont no tenia cap càrrec i residia a Siracusa com a ciutadà privat; quan un demagog de nom Demenet va atacar la seva conducta a l'assemblea, Timoleont va donar gràcies als déus perquè veia que els siracusans gaudien de llibertat d'expressió; això va encoratjar a un altre demagog, Lafisti, a voler portar a judici a Timoleont, i aquest ho va acceptar, ja que va dir que la llei era igual per tothom.
Un temps abans de morir es va quedar cec. Va morir finalment l'any 337 aC i se'l va enterrar amb càrrec al tresor públic, a la plaça del mercat on es va construir un monument amb pòrtic i gimnàs que era conegut com el Timoleonteium; es van decretar uns jocs anyals en honor seu.